# میکولا پاولیوک
نیکولای پاولیوک (اوکراینی: Микола Іванович Павлюк؛ زادهٔ ۲۲ اکتبر ۱۹۹۵) بازیکن فوتبال اهل اوکراین است.